# Rothesay Open Nottingham 2024
Rothesay Open 2024, známý pod názvem Nottingham Open 2024, byl společný tenisový turnaj mužského okruhu ATP Challenger Tour a ženského okruhu WTA Tour hraný v Nottingham Tennis Centre. Dvacátý osmý ročník Nottingham Open mužů a třináctý žen probíhal mezi 10. a 16. červnem 2024 v britském Nottinghamu na travnatých dvorcích. Generálním partnerem se potřetí stal největší britský specialista na penzijní připojištění Rothesay.
Mužská polovina s rozpočtem 148 625 eur byla součástí okruhu ATP Challenger Tour v nejvyšší Category 125. Ženská část dotovaná 267 082 dolary patřila do kategorie WTA 250. Nejvýše nasazenými singlisty se stali třicátý devátý hráč světa Cameron Norrie z Velké Británie a tuniská světová desítka Ons Džabúrová. Jako poslední přímí účastníci do dvouher nastoupili kongkongský 181. tenista pořadí Coleman Wong a 83. žena klasifikace Nao Hibinová z Japonska.
V důsledku invaze Ruska na Ukrajinu na konci února 2022 řídící organizace tenisu ATP, WTA a ITF s grandslamy rozhodly, že ruští a běloruští tenisté mohli dále na okruzích startovat, ale do odvolání nikoli pod vlajkami Ruska a Běloruska.
První challengerový titul vybojoval ve dvouhře 22letý Brit Jacob Fearnley, který do druhé hlavní soutěže na tomto okruhu postoupil z kvalifikace. Třetí trofejí z dvouhry okruhu WTA Tour obhájila poprvé turnajový triumf britská jednička Katie Boulterová. Mužskou čtyřhru ovládli Australan John Peers s Britem Marcusem Willisem. Ženskou deblovou soutěž vyhrál kanadsko-novozélandský pár Gabriela Dabrowská a Erin Routliffeová, jehož členky si odvezly třetí společnou trofej. Routliffeová se po skončení premiérově posunula na 2. místo žebříčku čtyřhry.

## Rozdělení bodů a finančních odměn

### Rozdělení bodů
| Soutěž       | Soutěž       | vítězové | finalisté | semifinalisté | čtvrtfinalisté | 16 v kole | 32 v kole | Q  | Q2 | Q1 |
| ------------ | ------------ | -------- | --------- | ------------- | -------------- | --------- | --------- | -- | -- | -- |
| dvouhra mužů | [ 4 ] [ 11 ] | 125      | 64        | 35            | 16             | 8         | 0         | 5  | 3  | 0  |
| čtyřhra mužů | [ 12 ]       | 125      | 75        | 45            | 25             | 0         | —         | —  | —  | —  |
| dvouhra žen  | [ 3 ] [ 13 ] | 250      | 163       | 98            | 54             | 30        | 1         | 18 | 12 | 1  |
| čtyřhra žen  | [ 14 ]       | 250      | 163       | 98            | 54             | 1         | —         | —  | —  | —  |

### Finanční odměny
| Soutěž                                  | Soutěž       | vítězové | finalisté | semifinalisté | čtvrtfinalisté | 16 v kole | 32 v kole | Q2      | Q1      |
| --------------------------------------- | ------------ | -------- | --------- | ------------- | -------------- | --------- | --------- | ------- | ------- |
| dvouhra mužů                            | [ 4 ] [ 11 ] | 20 300 € | 11 955 €  | 7 075 €       | 4 120 €        | 2 420 €   | 1 465 €   | 730 €   | 370 €   |
| dvouhra žen                             | [ 3 ] [ 13 ] | 35 250 $ | 20 830 $  | 11 610 $      | 6 608 $        | 4 040 $   | 2 890 $   | 2 140 $ | 1 380 $ |
| čtyřhra mužů                            | [ 12 ]       | 8 450 €  | 4 870 €   | 2 940 €       | 1 750 €        | 990 €     | —         | —       | —       |
| čtyřhra žen                             | [ 14 ]       | 12 820 $ | 7 210 $   | 4 140 $       | 2 470 $        | 1 900 $   | —         | —       | —       |
| částky ve čtyřhrách jsou uvedeny na pár |              |          |           |               |                |           |           |         |         |

## Dvouhra mužů

### Nasazení
| Stát                           | Hráč            | ATP  | Nasazení |
| ------------------------------ | --------------- | ---- | -------- |
| Spojené království             | Cameron Norrie  | 33.  | 1.       |
| Spojené království             | Dan Evans       | 62.  | 2.       |
| Čína                           | Šang Ťün-čcheng | 92.  | 3.       |
| Francie                        | Harold Mayot    | 122. | 4.       |
| USA                            | Emilio Nava     | 126. | 5.       |
| Bosna a Hercegovina            | Damir Džumhur   | 128. | 6.       |
| Chorvatsko                     | Duje Ajduković  | 129. | 7.       |
| Jižní Afrika                   | Lloyd Harris    | 132. | 8.       |
| Žebříček ATP k 27. květnu 2024 |                 |      |          |

### Jiné formy účasti
Následující hráči obdrželi divokou kartu do hlavní soutěže:
- Arthur Fery
- Paul Jubb
- Cameron Norrie

Následující hráči nastoupili jako náhradníci: 
- Pu Jün-čchao-kche-tche
- Billy Harris
- Marc Polmans

Následující hráči postoupili z kvalifikace:
- Alex Bolt
- Charles Broom
- Jacob Fearnley
- Jack Pinnington Jones
- Henry Searle
- Šó Šimabukuro

## Mužská čtyřhra

### Nasazení
| Stát                                                                                    | Hráč                       | Stát               | Hráč                  | ATP  | Nasazení |
| --------------------------------------------------------------------------------------- | -------------------------- | ------------------ | --------------------- | ---- | -------- |
| Austrálie                                                                               | John Peers                 | Spojené království | Marcus Willis         | 153. | 1.       |
| Švédsko                                                                                 | André Göransson            | Nizozemsko         | Sem Verbeek           | 166. | 2.       |
| Indie                                                                                   | Anirudh Čandrasekar        | Indie              | Ardžun Kadhe          | 194. | 3.       |
| Indie                                                                                   | Rithvik Čoudary Bollípalli | Indie              | Niki Kalijanda Púnača | 219. | 4.       |
| Žebříček ATP k 27. květnu 2024; číslo je součtem žebříčkového postavení obou členů páru |                            |                    |                       |      |          |

### Jiné formy účasti
Následující páry obdržely divokou kartu:
- Aidan McHugh /  Jack Pinnington Jones
- Charles Broom /  Ben Jones

## Ženská dvouhra

### Nasazení
| Stát                           | Hráčka               | WTA | Nasazení |
| ------------------------------ | -------------------- | --- | -------- |
| Tunisko                        | Ons Džabúrová        | 9.  | 1.       |
| Ukrajina                       | Marta Kosťuková      | 20. | 2.       |
| Spojené království             | Katie Boulterová     | 28. | 3.       |
| Francie                        | Clara Burelová       | 44. | 4.       |
| Polsko                         | Magdalena Fręchová   | 49. | 5.       |
| Česko                          | Karolína Plíšková    | 52. | 6.       |
| Čína                           | Ču Lin               | 58. | 7.       |
| USA                            | Caroline Dolehideová | 60. | 8.       |
| Žebříček WTA k 27. květnu 2024 |                      |     |          |

### Jiné formy účasti
Následující hráčky obdržely divokou kartu do hlavní soutěže:
- Francesca Jonesová
- Marta Kosťuková
- Emma Raducanuová
- Heather Watsonová

Následující hráčky postoupily z kvalifikace:
- Emily Appletonová
- Kimberly Birrellová
- Linda Fruhvirtová
- Rebecca Marinová
- Ena Šibaharaová
- Lucrezia Stefaniniová

### Odhlášení
před zahájením turnaje
- Jaqueline Cristianová → nahradila ji  Alycia Parksová
- Barbora Krejčíková → nahradila ji  Darija Snigurová
- Anastasija Pavljučenkovová → nahradila ji  Emiliana Arangová
- Lesja Curenková → nahradila ji  Lily Mijazakiová

## Ženská čtyřhra

### Nasazení
| Stát                                                                                    | Hráčka                      | Stát               | Hráčka              | WTA | Nasazení |
| --------------------------------------------------------------------------------------- | --------------------------- | ------------------ | ------------------- | --- | -------- |
| Kanada                                                                                  | Gabriela Dabrowská          | Nový Zéland        | Erin Routliffeová   | 8.  | 1.       |
| USA                                                                                     | Nicole Melichar-Martinezová | Austrálie          | Ellen Perezová      | 14. | 2.       |
| USA                                                                                     | Caroline Dolehideová        | USA                | Desirae Krawczyková | 37. | 3.       |
| Japonsko                                                                                | Ena Šibaharaová             | Spojené království | Heather Watsonová   | 71. | 4.       |
| Žebříček WTA k 27. květnu 2024; číslo je součtem žebříčkového postavení obou členů páru |                             |                    |                     |     |          |

### Jiné formy účasti
Následující pár obdržel divokou kartu:
- Sarah Beth Greyová /  Tara Mooreová

## Přehled finále

### Mužská dvouhra
- Jacob Fearnley vs.  Charles Broom, 4–6, 6–4, 6–3.

### Ženská dvouhra
- Katie Boulterová vs.  Karolína Plíšková, 4–6, 6–3, 6–2

### Mužská čtyřhra
- John Peers /  Marcus Willis vs.  Harold Mayot /  Luke Saville, 6–1, 6–7(1–7), [10–7]

### Ženská čtyřhra
- Gabriela Dabrowská /  Erin Routliffeová vs.  Harriet Dartová /  Diane Parryová, 5–7, 6–3, [11–9]